# Amargo Chuncho

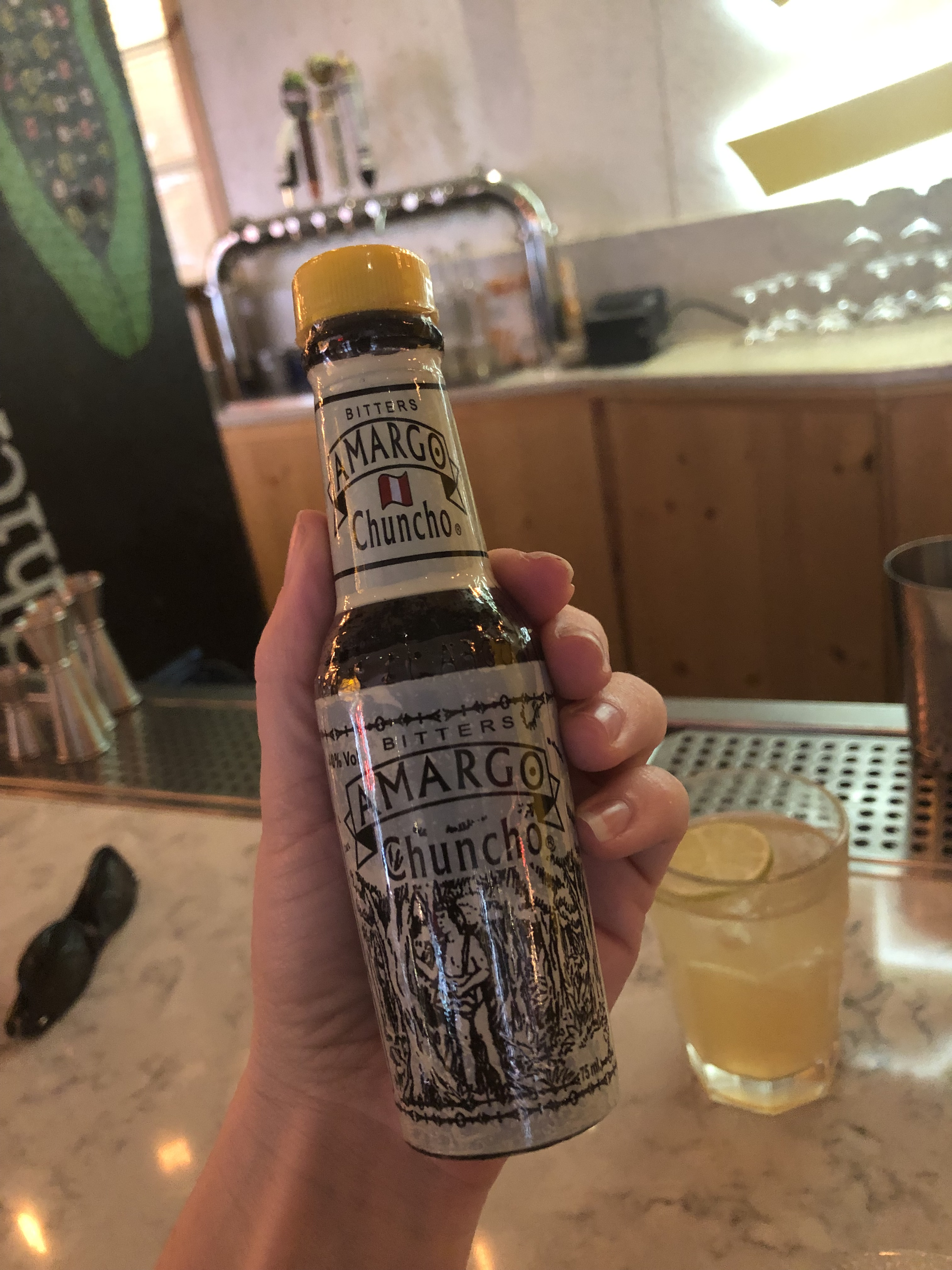
Amargo Chuncho bitter.

Amargo Chuncho eller Chuncho Bitters är en bitterprodukt från Peru som traditionellt används för att tillverka en Pisco Sour.
Amargo Chuncho bitters tillverkas i Lima, Peru och åldras i sex månader på fat. Bitterämnena består av kanel, kryddpeppar, muskotnöt, blommiga toner, körsbär och cola.